# Verestói György (püspök)
Idősebb cséri Verestói György (Bonyha, 1698. június 25. – Kolozsvár, 1765. március 6.) református lelkész, az Erdélyi református egyházkerület püspöke 1760-tól haláláig.

## Élete
Verestói Sámuel református lelkész fia. Bonyhán kezdte tanulását, amit 1710-től Marosvásárhelyen, 1713. május 3-tól pedig Kolozsvárt folytatott. Ez utóbbi helyen 1716-ban lett togatus. 1718-tól pedig köztanítóságot viselt. 
1721. július 2-án külföldre indult, és szeptember 25-én beiratkozott a franekeri egyetemre, ahol 1726. szeptember 26-ig időzött. 
Hazaérkezvén, 1727 elején udvari papja lett báró Bánffy Farkasnak Bonchidán. 1728 nyarán Kolozsvárt foglalta el a bölcsészet tanszékét, melyről 1758. szeptember 8-án a teológia tanszékére lépett át. 
1760. június 15-én püspökévé választotta az erdélyi egyházkerület. Betegeskedése miatt 1764. január 30-án visszavonult a tanárságtól.

## Művei
- De palma ardente (Exod. III. l-5.). (2 r.) (Franeker, 1725)
- Oratio funebris, qua… Josephum Filep Deáki… salutavit. (Kolozsvár, 1748)
- Oratio funebris, qua Josephum Inczédi laudavit… (Uo. 1751)
- Politicus inculpatus… (Gyászbeszéd br. Wesselényi István felett) (Uo., 1759)
- Oratio funebris in supremum honorem Francisci Kabos (Uo., 1759)
- Oratio… super funere… Sigismundi comitis Rhédei… (Uo., 1760)
- Oratio. qua sacrum ecclesiae ministerium… (Gyászbeszéd Szathmári Pap Zsigmond felett). (Uo., 1760)
- Az idvezítő hitnek bátorító erejéről (Gyászbeszéd gr. Teleki Mihály felett) (Uo., 1763)
- Magyar versek… temetési és lakodalmi különböző alkalmatosságokra (Uo., 177?) (II. kiad. uo., 1781)
- Holtakkal való barátság (2 k.) (Uo,. 1783.) [Huszonhat gyászbeszéd, melyek közül külön is megjelentek a Váradi Zsigmond (1730.), Valkai Miklós (1730), gr. Teleki Pál (1731), Havasali Sára (1731), Pongrácz Nagymihályi Jánosné gr. Teleki Judit (1733) és br. Bánffy Sámuel (1756) felett tartottak, míg az elősoroltak hiányzanak belőle.]

Üdvözlő verset írt Rimaszombati Sámuelhez (1724), gyászverset br. Kemény Zsigmondné gr. Bánffy Krisztina halálára (1718). Egy levelét közre bocsátotta 1735-ben Venema franekeri professzor. A temetésén elmondott beszédek szintén megjelentek. 
Veje volt Baczoni Incze Máténak, sógora Incze Istvánnak és Incze Mihálynak.